# Spring Lake (Michigan)
Pour les articles homonymes, voir Spring Lake.
Spring Lake est un village dans le comté d'Ottawa dans l'état américain du Michigan. Au recensement de 2000 la population comptait 2 514 personnes.
Après que le terrain fut acheté et qu'une scierie fut créée en 1837 par le Capitaine Benjamin Hopkins la communauté fut baptisée "Hopkins Mill".  En 1849, Thomas W. White et S.C. Hopkins enregistrèrent le nom du cadastre "Mill Point".  Deux ans plus tard, en mai 1851, un bureau de poste ouvrit portant le même nom que le village. En mai 1867, le bureau de poste fut renommé "Spring Lake", qui serait dès lors partagé avec la gare du village qui était desservie par le Detroit, Grand Haven and Milwaukee Railway (plus tard le Grand Trunk Western Railroad).